# Макомбер, Дебби
Де́бби Мако́мбер (англ. Debbie Macomber, род. 22 октября 1948, Якима, Вашингтон) — американская писательница, автор любовных романов.

## Биография
Макомбер всю жизнь страдает дислексией и имеет только среднее образование. Твердо решив стать писательницей, она сидела на кухне перед взятой напрокат пишущей машинкой, чтобы написать свои первые несколько рукописей. В то же время писательница заботилась о четверых детях. После пяти лет писательства и множества отказов со стороны издателей она перешла на внештатную работу в журнале.
Макомбер приняла участие в конференции писателей любовных романов, где одна из её рукописей была выбрана, чтобы стать публично раскритикованной редактором от Harlequin Enterprises Ltd. Редактор разорвал её роман и посоветовал ей выбросить его. Вместо этого Макомбер потратила 10 долларов, чтобы отправить этот самый роман, «Песнь сердца», конкуренту Harlequin Enterprises Ltd — Silhouette Books. Они выкупили книгу, впоследствии ставшую первым любовным романом, на который написали рецензию в Publishers Weekly.
«Звёздный свет» стал первым из её опубликованных романов. Он был издан в рамках романтической линии Silhouette Special Edition. Она продолжила сотрудничать с Silhouette Books, а позднее и с Harlequin Enterprises Ltd. В 1988 году по просьбе издательства Harlequin Макомбер написала серию взаимосвязанных историй, которая стала известна как серия «Navy» (Флот). Вскоре она уже писала для двух или трёх серийных линеек в год. К 1994 году Макомбер начала выпускать отдельные романы, не связанные с сериями. Ее первая книга в твёрдом переплёте была выпущена в 2001 году.
- Родителями Дебби являются Ллойд и Мод Адольф.

- Ныне состоит в браке с Уэйном Макомбером, имеет четырех детей.

- Свое детство Дебби провела в Якима, Вашингтон, США.

- Ее состояние оценивается в 10 миллионов долларов США (оценка на 2023 год).

## Ранний период жизни
Дебби Макомбер родилась и выросла в Якиме, штат Вашингтон. Несмотря на дислексию, у нее с юных лет была сильная страсть к рассказыванию историй. Она вышла замуж за своего школьного возлюбленного Уэйна, у них родилось четверо детей.

## Карьера и награды(подробно)[2]
- Путь Макомбер к тому, чтобы стать успешным писателем, был нелегким. Несмотря на дислексию и среднее образование, она твердо решила стать писателем. Она начала писать рукописи на арендованной пишущей машинке на кухне, воспитывая четверых детей. Столкнувшись с многочисленными отказами со стороны издателей, она обратилась к внештатной работе в журнале. Ее первый роман «Звездный свет» был опубликован в 1983 году как часть романтической линии Silhouette Special Edition. Она продолжала писать романы для «Силуэта», а затем и для «Арлекина». В 1988 году Арлекин попросил ее написать серию связанных между собой рассказов, которая стала известна как сериал «Морской флот». К 1994 году она начала выпускать однозаголовочные романы, а ее первый роман в твердом переплете вышел в 2001 году. Помимо своих романов, Макомбер также опубликовала три кулинарных бестселлера, три книжки-раскраски для взрослых, многочисленные вдохновляющие и научно-популярные произведения и две известные детские книги. У нее даже есть магазин пряжи в Порт-Орчарде, штат Вашингтон, и есть линия книг с выкройками для вязания Дебби Макомбер. За свою карьеру Макомбер получила несколько наград. В 2005 году она стала первым лауреатом премии Quill Award за любовные романы, которую проголосовали фанаты. Она также была награждена премией RITA и наградой за выдающиеся заслуги от американских писателей-романтиков. Кроме того, она является трехкратным лауреатом премии Б. Далтона.
- Романы Макомбера известны тем, что передают суть истории, не включая подробных описательных отрывков. Ее героини склонны к оптимистам, а ее рассказы часто оставляют у читателей чувство надежды и счастливого ожидания. Действие многих из ее романов происходит в небольших сельских городках, а ее серия «Кедровая бухта» основана на ее родном городе Порт-Орчард, штат Вашингтон. Сегодня во всем мире издано более 200 миллионов экземпляров ее книг. В 1998 году фильм «Дело о браке» был снят для телевидения. Шесть романов Макомбера были экранизированы в телевизионных фильмах Hallmark, в том числе «Миссис Чудо» Дебби Макомбер, «Зовите меня миссис Чудо», «Рождественская торговля», «Мистер Чудо», «Мчась сквозь снег» и «Рождество миссис Чудо».

## Награды
- The Christmas Basket: 2003 Премия «РИТА» Лучшая обладательница романа